# Rudolf Ackermann (Schwerathlet)
Rudolf Ackermann (Lebensdaten unbekannt) war ein deutscher Schwerathlet. Er trat in verschiedenen Disziplinen im Rasenkraftsport an und war 1924 Vizeeuropameister im Gewichtwerfen und Steinstoßen.

## Leben
Ackermann betrieb Rasenkraftsport beim Turnverein Heimerdingen und wurde dort 1920 zum Übungsleiter gewählt. 1922 erscheint er erstmals in den Ergebnislisten der regionalen Turnfeste. Beim Gauspieltag des Glemsturngaus am 26. August 1923 in Weissach belegte er mit 6,60 Metern im Steinstoßen den 4. Platz und im Dreikampf (100-m-Lauf, Kugelstoßen, Weitsprung) den 8. Platz; beim Gauturnfest am 8. Juni 1924 in Ditzingen den 2. Platz im Hammerwerfen und den 1. Platz (Gaumeister) in Steinstoßen (Leichtgewicht).
Im August 1924 nahm Ackermann im Gewichtwerfen und Steinstoßen an den deutschen Meisterschaften in Mannheim teil. Mit 13,26 Metern erreichte er im Steinstoßen den dritten Platz. Am 7. September 1924 vertrat er Deutschland bei den Europameisterschaften der Schwerathleten im saarländischen Neunkirchen und gewann dort die Silbermedaille im Gewichtwerfen 3. Klasse und Steinstoßen 3. Klasse.
Zuletzt ist er als Sieger im Hammerwerfen beim Gauturnfest in Heimerdingen (25./26. Juni 1932) belegt.